# Philoponella raffrayi
Philoponella raffrayi là một loài nhện trong họ Uloboridae.
Loài này thuộc chi Philoponella. Philoponella raffrayi được Eugène Simon miêu tả năm 1891.